# Sangailės vasara
Sangailės vasara of Sangaïlé (internationale titel: The Summer of Sangaile) is een Litouws-Frans-Nederlandse film uit 2015, geschreven en geregisseerd door Alanté Kavaïté. De film ging in première op 22 januari op het Sundance Film Festival in de World Cinema Dramatic Competition.

## Verhaal
De zeventienjarige Sangaïlé is gefascineerd door kunstvliegen maar doordat ze hoogtevrees heeft, durft ze zelfs de cockpit niet in. Tijdens de zomer ontmoet ze Auste op een vliegshow die, in tegenstelling tot Sangaïlé, zich ten volle uitleeft met creativiteit en moed. Als de twee meisjes elkaar beter leren kennen, vertrouwt Sangaïlé haar meest intieme geheim toe aan haar vriendin. Auste stimuleert haar om haar angst te overwinnen.

## Rolverdeling
| Acteur              | Personage         |
| ------------------- | ----------------- |
| Julija Steponaitytė | Sangaïlé          |
| Aistė Diržiūtė      | Auste             |
| Jūratė Sodytė       | Sangailé’s moeder |
| Martynas Budraitis  | Sangailé’s vader  |

## Prijzen & nominaties
| jaar | prijs                  | categorie                              | genomineerde(n) | uitslag  |
| ---- | ---------------------- | -------------------------------------- | --------------- | -------- |
| 2015 | Sundance Film Festival | Directing Award: World Cinema Dramatic | Alanté Kavaïté  | Gewonnen |

## Productie
De film werd geselecteerd als Litouwse inzending voor de beste niet-Engelstalige film voor de 88ste Oscaruitreiking.